# Giuliano Pesello
Giuliano d'Arrigho ou Giuliano Pesello, dit Pesello, (env. 1367 - 1446) est un peintre florentin de la fin du XIVe et du début du XVe siècle.

## Biographie
Pesello dirige un atelier à Florence à qui  l’on doit « une vaste production de peintures décoratives et en particulier de cassoni.». L’atelier  est dirigé après sa mort en 1447 par son petit-fils Francesco di Stefano Pesellino, . 
Vasari a consacré une de ses biographies à Pesello et à Pesellino. Elle est malheureusement entachée d’erreurs. Vasari se trompe sur le prénom de Pesello, le rebaptisant Francesco di Pesello, lui attribue certaines des œuvres de son petit-fils, et en fait l’élève d’Andrea del Castagno, pourtant né en 1419, soit 52 ans après lui. Il nous renseigne cependant sur  l’Adoration des Mages peinte par Pesello  pour le Palazzo Vecchio (aujourd’hui à la Galerie des Offices) : « Ayant donné des preuves de son savoir, il reçut de la Seigneurie de Florence la commande d’une Adoration des Mages à la détrempe qui fut placée à mi-hauteur de l’escalier du Palais. »

## Œuvres

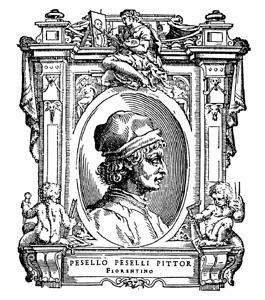
Illustration des Vite de Vasari.

- Adoration des Mages, peinte pour le Palazzo Vecchio de Florence, aujourd’hui à la Galerie des Offices de Florence.
- Ciel astronomique (du 4 juillet 1442) sur la voûte de la chapelle de l'abside de la Sagrestia Vecchia de la basilique San Lorenzo de Florence.